# 4459 Nusamaibashi
4459 Nusamaibashi (1990 BP2) là một tiểu hành tinh vành đai chính được phát hiện ngày 30 tháng 1 năm 1990 bởi Masanori Matsuyama và Kazuro Watanabe ở Kushiro. Nó được đặt tên theo Nusamai-bashi, cây cầu tượng trưng cho Kushiro.